# Iman Mersal
Iman Mersal (إيمان مرسال), née le 30 novembre 1966 à  Mit 'Adlan, en Égypte, est une poétesse égyptienne vivant au Canada.

## Biographie
Elle est née en novembre 1966 à Mit 'Adlan, dans le Nord-Est du Delta, et le Gouvernorat de Dakhleya. Elle perd sa mère lorsqu'elle a huit ans. Ses premiers poèmes sont publiés dans des revues de poésie locales alors qu'elle est à l'école secondaire,. Elle mène des études supérieures à l'Université de Mansoura, où elle obtient une licence en arabe. Puis elle poursuit ses études, jusqu'au Doctorat, à l'Université du Caire. Elle se lie avec d'autres poètes qui constituent vers 1994 le groupe littéraire Al-Garrâd (Les Sauterelles). Elle co-fonde une revue féministe, Bint al-Ard (Fille de la Terre), qu'elle co-dirige de 1986 à 1992.
En compagnie de son mari, un ethnomusicologue, Michael Frishkopf, qu'elle vient d'épouser, elle quitte l'Égypte en 1998 et  gagne Boston, puis Edmonton, en Alberta en 1999, avec sa famille. Elle y est Professeur associé de littérature arabe et du Moyen-Orient et d'Études Africaines à l'Université de l'Alberta. Elle vit à Edmonton, au Canada, avec son mari, un ethnomusicologue, et leurs deux fils. Iman Mourad a repris des études à Yale en sciences cognitives.
Son travail a fait l'objet de plusieurs recueils et certaines oeuvres ont également été publiées dans des revues telles que Blackbird, The American Poetry Review, Parnassus, et Paris Review'. Sa poésie, moderne, dépouillée, s'exprime en vers non rimés, et est marquée par une distance ironique, une autodérision, une méfiance des grandes causes, et le souvenir tendre de sa famille et de son enfance dans le delta du Nil.
Ces poèmes ont fait l'objet de traductions en plusieurs langues, dont l'anglais, le français, l'allemand, l'espagnol, le néerlandais, le macédonien, le hindi et l'italien. These are not oranges, my love, est une sélection de d'œuvres traduites en anglais par Khaled Mattawa, et publiées par Sheep Meadow Press,à New York, en 2008. Une anthologie en français, Des choses m’ont échappé, a également été publié par Actes Sud en 2018.
Un de ses poèmes a été inclus en 2014  dans une anthologie intitulée Fifty Greatest Love Poems. Un autre (Solitude Exercises) conclut une  anthologie chronologique, de poésie en langue arabe, Arabic Poems, mettant en exergue 38 poètes, de Imrou'l Qays à Mahmoud Darwish, et couvrant 15 siècles.
Dans son livre de 2016, Iman Mersal, Kayfa talta'em: 'an al umuma wa ashbahuha, elle navigue sur une route longue et sinueuse, depuis la seule photo de l'auteur avec sa mère qui ait survécu, jusqu'à mener une recherche profonde à travers la mémoire, la photographie, les rêves et l'écriture, une recherche de ce qui est perdu entre le courant dominant et les représentations plus personnelles de la maternité et de ses luttes. Comment combler le fossé entre la représentation et le réel, la photographie et son sujet, le soi et l'autre, la mère et son enfant ? Le livre a été publié pour la première fois en arabe  en 2016, et une édition anglaise a été publiée en 2018.

## Principales publications
- 2019 : Fi Athar Enayat al-Zayyat  (Sur les traces d'Enayat al-Zayyat). Le Caire : Al Kotob Khan.
- 2016 : Kayfa talta'em: 'an al umuma wa ashbahuha (Comment réparer : La maternité et ses fantômes). Le Caire : Kayfa ta, Bruxelles: Mophradat.  (ISBN 978-3-956791-70-3)
- 2013 : Hatta atakhalla `an fikrat al-buyut (Jusqu'à ce que j'abandonne l'idée de la maison), Le Caire : Dar Sharqiyat, Beyrouth : Dar al-Tanwir.
- 2006 : Jughrafiya Badila (Alternative à la géographie). Le Caire : Dar Sharqiyat.
- 2004 : Mamarr mu'tim yasluh lita'allum al-raqs (Un corridor sombre adapté à l’apprentissage de la danse), deuxième édition, le Caire : Dar Sharqiyat.
- 1997 : al-Mashy Atwal Waqt Mumkin (Marche aussi longtemps que possible). Le Caire : Dar Sharqiyat.
- 1995 : Mamarr mu'tim yasluh lita'allum al-raqs (Un corridor sombre adapté à l’apprentissage de la danse), première édition. Le Caire : Dar Sharqiyat.
- 1990 : Ittisafat (Caractérisations). Le Caire : Dar al-Ghad.

### Publication en français
- 2018 : Des choses m'ont échappé, anthologie de sa poésie, en français, œuvres traduites et présentées par Richard Jacquemond (professeur de langue et littérature arabes modernes, département d'études moyen-orientales, université d'Aix-Marseille), Actes Sud, 2018.

### Publications en anglais
- 2008 : These are not oranges, my love: selected poems, Sheep Meadow Press,  (ISBN 978-1-931357-54-8)